# Laukkujärvi (sjö i Finland, Lappland, lat 67,88, long 24,97)
Laukkujärvi är en sjö i Finland. Den ligger i kommunen Kittilä i landskapet Lappland, i den norra delen av landet, 900 km norr om huvudstaden Helsingfors. Laukkujärvi ligger 190,7 meter över havet. Arean är 47,2 hektar och strandlinjen är 4,24 kilometer lång. Sjön  ingår i Kemi älvs huvudavrinningsområde. 